# Поза законом (фільм, 1943)
«Поза законом» (англ. The Outlaw) — американський художній фільм, психологічний вестерн 1943 року, режисером і продюсером якого був мільярдер Говард Г'юз, який відкрив Джейн Расселл на екрані та зробив її зіркою. Джек Б'ютел грає роль Біллі Кіда.
Це психологічна драма 50-х років XIX століття, що відбувається на Старому Заході Америки. Фільм зосереджений на внутрішній боротьбі героїв, а не просто на дії та гострих відчуттях, не на стрілянині, як у більшості вестернів.

## Сюжет
Дія фільму відбувається на Дикому Заході. Док Голлідей (Волтер Г'юстон) приїзджає до міста, де шерифом є його друг Пет Гаррет (Томас Мітчелл). Док розшукує свого викраденого коня і знаходить його у молодого Біллі Кіда (Джек Б'ютел), однак вони стають друзями. Згодом, під час бійки Біллі вбиває людину і, щоб не дати шерифові Пету Гаррету заарештувати його, Док ховає Біллі, тяжко пораненого, у хатині своєї коханки — красуні Ріо (Джейн Расселл).

## Ролі виконують
- Джейн Расселл — Ріо Макдональд
- Джек Б'ютел[en] — Біллі Кід
- Волтер Г'юстон — Док Голлідей
- Томас Мітчелл — Пет Гарретт
- Едвард Пейл — Свонсен

## Навколо фільму
- Джейн Рассел отримала роль Ріо Макдональд у фільмі «Поза законом» цілком випадково, коли продюсер Говард Г'юз побачив її в кабінеті стоматолога, де вона працювала в реєстратурі.
- Пишногруда акторка Джейн Расселл стала легендарним секс-символом і першим вибором для виконання жіночих ролей у кінострічках, які відзначили покоління американських солдатів, котрі перебували в зонах бойових дій. Джейн Расселл, відома своєю роллю у фільмі «Джентльмени віддають перевагу білявкам» разом із Мерилін Монро. Відома своєю пишною статурою, Расселл була однією з найпровокаційніших жінок у кінематографі 1940-х і 1950-х років.[2]
- Фільмування було закінчене до лютого 1941 року, але кінострічка появилася в обмеженому прокаті лише 5 лютого 1943 року. Однак широке розповсюдження сталося лише через три роки, коли кіностудія United Artists перевидала фільм в Сан-Франциско 23 квітня 1946 року. Причиною було зображення бюсту Джейн Расселл, одягненої в блузу з великим декольте, як у самому фільмі, так і на рекламних постерах. Проблеми з цензурою Г'юз використав у рекламних цілях — на рекламному плакаті містився напис «Фільм, який вони не могли зупинити».
- У фінальній сцені кінострічки вдалині видно автомобіль, що їде зліва направо.